# 小行星6770
小行星6770（6770 Fugate）是一颗绕太阳运转的小行星，为主小行星带小行星。该小行星于1985年8月22日发现。

## 轨道参数
小行星6770的轨道半长轴为3.0220205 UA，离心率为0.107。